# Žemaite Patera
La Žemaite Patera è una struttura geologica della superficie di Venere.